# 大金店镇
大金店镇，是中华人民共和国河南省郑州市登封市下辖的一个乡镇级行政单位。

## 行政区划
大金店镇下辖以下地区：
金西村、金中村、金东村、袁桥村、游坊头村、朱家坪村、雷村、顾家河村、书堂沟村、南寨村、三里庄村、海河湾村、安庙村、王堂村、李家沟村、桑楼村、澄槽村、海眼村、陈楼村、段中村、毕家村、箭沟村、王上村、庄头村、文村、梅村、黄村、太后庙村、崔坪村、三王庄村、龙尾沟村、段东村、段西村和段南村。